# Мандершейд-Бланкенхайм, Каролина
Графиня Каролина Энгельберта Фалицита фон Мандершайд-Бланкенхайм, в браке княгиня Лихтенштейн (13 ноября 1768, Вена — 1 марта 1831, Вена) — дочь графа Иоганна Вильгельма фон Мандершайд-Бланкенхайма и его супруги Иоганны Максимилианы Франциски из рода Лимбург-Штирум, с 16 ноября 1783 супруга князя Алоиза фон Лихтенштейна.
Родилась в Вене в 1768 году, в семье австрийского аристократа. В браке детей не имела. 24 марта 1805 скончался князь Алоиз, его престол наследовал брат Иоганн I. Княгиня Каролина вдовствовала 26 лет в основном в Вене, где скончалась 1 марта 1831 года. Она погребена в Брно в церкви Рождества Девы Марии.

## Внебрачное потомство
Двое детей — от связи с офицером Францем фон Лангендок: дочь и сын Карл Людвиг. Последний родился летом 1793, скончался после 1868. Носил титулы виконта фон Фриберт, герра цу Дивак и Полерадиц в Моравии. Он женился 6 сентября 1813 года на графине Эверильде Эстерхази де Галанта (10 февраля 1791 — 22 февраля 1874), дочери графа Валентина Никласа Франца Эстерхази де Галанта и Урсулы Хальвил (Hallwyl).